# Discuz!
Discuz!是可免費下載的PHP網絡論壇程式，簡稱DZ，由戴志康（Crossday）創立，目前最新版本是Discuz! X3.5。前身為Crossday Bulletin（CDB），最初改自XMBForum，爾後改寫成為現今的Discuz!社群論壇程式，由康盛創想所有（現已被騰訊收購）。現在Discuz!已成為大中華地區最多用戶使用的論壇程序。
Discuz!的原始碼可免費下載，但它并不是開源軟件，因為其許可證不符合開放原始碼的定義。

## 歷史
2001年，Crossday成立Crossday Bulletin（CDB，即後來Discuz!），為Discuz!的開拓。
2002年3月，Crossday以網路論壇程式XMB的英文版為核心，開發Crossday Bulletin（CDB）。經徹底中文化及改良後，於同月正式發佈Crossday Bulletin。後經商業評估，將論壇改名為Discuz!，並在2002年10月15日發表Discuz! 1.0。
2003年2月，Discuz! 2.0以商業軟體發行，後因盜版泛濫而在6月推出免費版本。為防止盜版問題，2003年8月發行的商業版本Discuz! 3.0開始以Zend加密，並於2004年2月成立康盛創想，正式完全商業化。 Discuz! 2.0 COML之後的免費版本皆由FreeDiscuz! （页面存档备份，存于）所開發，直到官方自4.0起都以免費發行為止。
2005年9月27日，康盛創想開始販售Discuz! 4.0商業版，但因之後Zend加密技術被攻破，解密程度超95%，Discuz! 4.0即被破解，造成大亂。同年12月11日，Discuz!開發團隊宣佈，Discuz!正式開放源碼，把Discuz! 4.0免費發佈給部分填問卷的用戶，並發佈了“Discuz!蚂蚁宣言”。由於Discuz! 4.0開放源碼，FreeDiscuz!同日宣布不再開發3.0免費版，引起部分用戶不滿。
2006年1月1日Discuz! 4.0正式免費發佈，從此Discuz!只有免費發行版本。Discuz!的技術支持仍然收費，此事件損害了之前的諸多商業版用戶利益，其中包括僅購買了數日的用戶，他們紛紛表示不滿，並曾嘗試組織申訴團，但最終所有都並未申訴。官方对2005年12月12日前购买商业授权的老用户延长了一定的支持时间。
從Discuz! 4.0開始每年都會推出一次大改版，並從4.0起，因功能迎合華人的口味，Discuz!從小眾形態快速成為中文語系地區最廣泛的論壇系統，中國絕大多數論壇都使用Discuz!。從6.1.0開始，因強行捆綁UCenter而引來不少批評，后来内置于论坛程序中，关于UCenter的指责减少。最新的X3.0已於2013年5月9日推出。
2010年8月23日公告騰訊已與開發Discuz!的康盛創想達成收購協議，康盛創想成為騰訊的全資子公司。
2019年7月3日，官方论坛发布帖子进行团队招募，帖子内容表示将对Discuz!进行持续性开发并作出较大改善。目前已知其新版本代号仍采用一脉相承的字母，代号Q。
2020年7月19日，腾讯Discuz! Q 1.0（RC v1.0.200715）发布，原生接入微信手机号，基于Apache License 2.0开源协议，前后端完全分离，前端基于vue和uni-app，后端基于laravel，需配合PHP 7.2及MySQL 5.7（或MariaDB 10.2）运行，web服务器继续支持Apache和IIS，还增加了Nginx 1.14支持，另外PC端还在开发中。

### 版本歷史
| 標示：          | 標示：            | 標示：          | 標示：   | 標示：   | 標示：   |
| --------------- | ----------------- | --------------- | -------- | -------- | -------- |
| 舊有版本 不支援 | 舊有商業版 不支援 | 舊有版本 支援中 | 現有版本 | 測試版本 | 未來版本 |

| 名稱              | 版本        | 發行日期       | 主要改變 |
| ----------------- | ----------- | -------------- | --- |
| Crossday Bulletin | 1.10        | 2002年3月20日  | Crossday發行的第一個版本。 |
| Crossday Bulletin | 2.0         | 2002年夏季     | |
| Crossday Bulletin | 3.0         | 2002年10月1日  | |
| Discuz!           | 1.0         | 2002年10月15日 | 基於Crossday Bulletin 3.0，第一個Discuz!。 |
| Discuz!           | 2.0         | 2003年2月      | 首個商業版本。執行效率比舊版高出一倍、後台管理界面新增了密碼限制、具有編譯機制的模板系統、緩存系統，提高了執行速度。                                                        |
| Discuz!           | 2.0 COML    | 2003年6月10日  | 官方發行基於2.0的免費版本。 |
| Discuz!           | 3.0         | 2003年8月      | 加入了Zend加密技術。 |
| Discuz!           | 3.1.2       | 2003年10月     | |
| Discuz!           | 2.2         | 2004年6月1日   | 核心建基於Discuz! 2.0 COML。 |
| Discuz!           | 2.5         | 2005年1月7日   | 程式碼部分被重寫，使負載能力高於上一版20%。全新的插件接口，使開發者更易編寫插件，解決了於2.2已知的問題。                                                                    |
| Discuz! 4         | 4.0         | 2005年9月27日  | 商業版本結束，自此Discuz!都是免費版本。 |
| Discuz! 4         | 4.1         | 2006年3月1日   | 安全性修正與新增推廣功能，並加強論壇管理。 |
| Discuz! 5         | 5.0.0 RC1   | 2006年7月19日  | 5.0.0首個候選版。 |
| Discuz! 5         | 5.0.0 RC2   | 2006年8月21日  | 5.0.0第二個候選版。 |
| Discuz! 5         | 5.0.0       | 2006年9月1日   | 新增多樣式主題，融入更多Web 2.0元素，整合X-Space個人門戶系統並支援SupeSite，更穩定安全的交易系統，後台布局大變動。                                                          |
| Discuz! 5         | 5.5.0       | 2007年3月12日  | 新增MiniSpace功能，改善X-Space，可自定論壇說明頁面，獨立風格系統，加入AJAX元素，修正外觀與安全性問題。                                                                      |
| Discuz! 6         | 6.0.0 RC1   | 2007年7月25日  | 6.0.0候選版。 |
| Discuz! 6         | 6.0.0       | 2007年8月28日  | 加入更多AJAX元素，增加Insenz社區營銷服務，新增標籖（tag）功能，增加多個討論功能，強化交易功能，對SEO也強化，首見中文驗證碼，強化安全性與發文功能。                          |
| Discuz! 6         | 6.1.0       | 2008年4月21日  | 對會員功能與標籖修正與強化，管理機制亦有改進，驗證碼、頭像、上傳圖檔也有改良。                                                                                              |
| Discuz! 7         | 7.0.0 Beta  | 2008年11月3日  | 7.0.0首個公眾測試版。 |
| Discuz! 7         | 7.0.0       | 2008年12月12日 | 可選擇整合UCenter 1.5，或獨立的版本。風格系統完全改寫，網頁布局大變動，引入多個新風格。大量運用AJAX，對用戶使用與論壇管理的流程進行改善。新增了邊欄系統，可高自由度自定義。 |
| Discuz! 7         | 7.1 Beta    | 2009年9月24日  | 7.1首個公眾測試版。 |
| Discuz! 7         | 7.1         | 2009年10月16日 | 增加新手任务、新版编辑器、提醒功能、社区热点等，並进行细节改进。建立了新的插件内核。                                                                                        |
| Discuz! 7         | 7.2         | 2009年11月19日 | 分类信息增强、管理权限细分、主题任意版块置顶、主题鉴定、更多主题形式、更多细节表示等等。                                                                                    |
| Discuz! X1        | X1 Demo     | 2010年3月28日  | X1首個体验版。特点如正式版X1的特点（DEMO没有Manyou游戏平台） |
| Discuz! X1        | X1 Beta     | 2010年4月29日  | X1首個公眾測試版。特点如正式版X1的特点（DEMO没有Manyou游戏平台） |
| Discuz! X1        | X1          | 2010年5月19日  | 融合UChome，让SNS和BBS相处和谐。解决了BBS火但UCHOME没人用或UChome火论坛冷清                                                                                                 |
| Discuz! X1        | X1.5 RC     | 2010年9月10日  | 回归之前的风格，将创新的风格推翻，也是官方獨立開發的最后一个版本。 |
| Discuz! X1        | X1.5正式版  | 2010年9月20日  | 擴充及美化導航欄，增強論壇搜尋功能。 |
| Discuz! X1        | X1.5.1      | 2011年6月28日  | 增加對Discuz! 雲服務的支持。 |
| Discuz! X2        | X2 Demo     | 2011年3月2日   | X2 DEMO。起初需要邀請碼才可進入，騰訊收購康勝創想的第一個版本。包括多个云应用。                                                                                             |
| Discuz! X2        | X2 Beta     | 2011年3月23日  | 提供站長做測試及回報BUG，不建議運用於正式網站上。已預先綁定Ucenter 1.6，測試版不包含QQ登入及漫遊平台。                                                                      |
| Discuz! X2        | X2 RC       | 2011年4月19日  | 官方測試版，目前Discuz!論壇及Discuz!體驗站都更新至RC版本 |
| Discuz! X2        | X2正式版    | 2011年5月21日  | 提供新的QQ云平台，改进的插件机制 |
| Discuz! X2        | X2.5        | 2012年4月7日   | 插件机制进一步改进，提供云平台，兼容X2版本插件。 |
| Discuz! X3        | X3 RC       | 2013年3月5日   | 提供給開發人員測試的版本，僅提供簡體_GBK版下載。 |
| Discuz! X3        | X3          | 2013年5月9日   | 優化論壇架構、增強門戶功能及網頁SEO優化，並將提醒功能分類，投票功能新增圖片投票，介面做更多改善，包含導覽列、帖子列表，並且對於任務等擴展插件都可以放置於source/plugin/裡。 |
| Discuz! X3        | X3.1        | 2013年9月23日  | 针对广告垃圾防御进行了大幅度的调整，新增新防水墙、帐号保镖、云验证码等功能。                                                                                                |
| Discuz! X3        | X3.2        | 2014年6月4日   | 针对社区移动端进行了新的尝试。推出微信登录、微社区等功能。 |
| Discuz! X3        | X3.3        | 2017年1月1日   | 增加對 PHP 7 的支持。 |
| Discuz! X3        | X3.4 正式版 | 2018年1月1日   | 去除了雲平台的相關代碼、增加 HTML 版頭像上傳功能。未來新版將不會在論壇中釋出，將會在 Git （页面存档备份，存于） 釋出。                                                      |
| Discuz! F1        | F1.0        | 2016年1月19日  | 提供給開發人員測試的版本，僅提供測試版下載。 |

### 版本命名
Discuz版本號系列分為非X系列（例如Discuz 7.2）、Discuz X系列（例如Discuz X2.5），常錯拼為同一系列。
一般不將Discuz X1以上列為非X系列（例如Discuz 7.2），但是大多數人經常把Discuz X系列與非X系列的版本混淆。

## 特色功能

### 使用層面
- 首頁有友情連接的功能
- 版塊區包含子分區、精華區、將主題表示高亮、彩色文字標題、以及提升／下降主題位置的功能
- 發文有所見即所得的編輯功能，也可以創建投票，發佈商品、懸賞、活動、辯論等。
- 專屬個人網頁，可瀏覽關於自己的所有個人化內容，如私人訊息、論壇狀態統計等。
- 標籤功能可為主題分門別類，並做搜尋。標籤總表會在首頁上顯示。
- 論壇可以設定具有積分與虛擬金錢制度，可到“道具商店”用虛擬金錢來換取東西；積分影響到使用者可以使用的功能與權限，或是購買文章，並可與其他會員互通有無。
- 邊欄系統，具高自由度自定義、高性能資料緩衝設計，內建許多常用邊欄模塊，包括會員排行、主題排行、附件展示、首頁聚合等各種功能調用。
- DIY功能允许站长通过简单操作创建门户页
- 群组功能提供会员内部交流平台

### 管理層面
- 能在版塊下再新增子版塊。
- 可選擇註冊程序中使用中文與動態化的驗證碼。
- 可選擇讓使用者只能透過邀請碼來註冊的“邀請註冊”功能。
- 能夠只屏蔽單篇文章，可實現讓會員無法觀看但站務人員可觀看單篇的功能，如有需要可再進行解除或是刪除的處理。
- 版主可以將好文的連接加入到版塊的上方，不同於置頂，這並不會影響到瀏覽主題的空間，較為節省空間。
- 系統管理與個人設定頁面也清楚的分門別類，以便做細部設定。可以自由設定好友名單、控制面板。
- 結合了電子商務的功能，可以藉由論壇程式就可以自己開設虛擬店面，並有如交易明細、信用評價的功能與機制。

### 架構層面
- 大量運用AJAX以加快使用流程。
- 內建多種大膽變革之風格，風格系統模板化，有可視化編輯器，並可一鍵安裝或移除風格、插件。
- 以PHP為核心，具跨平台特性，可使用Apache（或Microsoft Windows中的IIS）配合MySQL運行Discuz!。
- 可與插件整合，如SupeSite、X-Space、SiteEngine、ShopEx等等，可在論壇使用也可以只在管理界面裡使用。
- 可對於論壇程序以及模板進行擴充。
- 支持插件钩子扩展，插件机制完善。

## 其它官方版本

### Discuz!NT
Discuz!NT由Discuz!NT開發團隊開發，此版本由C#语言编写而成，使用ASP.NET技术。Discuz!NT官方論壇有最新版本下載。

### Discuz! Lite
由FreeDiscuz!開發的Discuz! Lite與Discuz!同樣運行於PHP以及MySQL，目前正公開測試，可在FreeDiscuz!下載。此版本由FreeDiscuz!管理團隊一名來自香港的成員於2003年提出，最終於2006年官方技術團隊正式採納建議，進行前期開發工作。

### Discuz! 6.1.0F
由FreeDiscuz!製作去除了UCenter的版本，可在FreeDiscuz!下载。不過FreeDiscuz!已經宣布，不會開發對應Discuz! 7的Discuz! 7.0F，而是繼續維護Discuz! 6.1.0F，並將把Discuz! 7的部分模塊移植上Discuz! 6.1.0F。

## 批評

### 國際化
一直以來Discuz!只有簡體中文與繁體中文版本，而英文版本一直被收藏在簡體及繁體中文版的Discuz!，6.0.0開始更沒有官方英文版，目前Discuz!的使用範圍僅限於華人圈。2010年起，Comsenz與Translation Group合作推出discuz英文版与其它语种版本，填補了該項空白，除此之外有少數第三方網站開發非官方語系，知名的有泰語的Discuz Thai!。
開發團隊稱其可透過修改模板系統裡的檔案來實現國際化與本地化的機制。繁體中文版本是簡單使用轉換機將簡體中文轉換到繁體中文，使得繁體中文版也充斥眾多中國大陸的用語，例如数据库相對香港、澳門與台灣的資料庫。

### 程式大小
Discuz!占用的MySQL數據表和論壇程式較肥大，主要原因是預設風格圖片、無意義的模組過多。

### 版權爭議
由於Discuz!早期抄襲XMB論壇系統，被指違反XMB的GPL的牌照。當康盛創想提出收費更收到不少的攻擊。雖然後來康盛聲稱擁有Discuz!獨立的知識產權，不過卻引來了爭議。

### 程式編碼
Discuz!开发过程中未大量使用OOP方式，使用函数与类相结合的方式，在多数系统程序中，函数提供具体功能支持，代码风格严谨统一，较容易阅读。

### 強制捆綁UCenter
由Discuz! 6.1.0開始，康盛強制捆綁其產品UCenter，Discuz!論壇程式不再以獨立程序發佈。由於UCenter對伺服器需求高，很多免費網頁寄存空間並沒有能力寄存，故引起大量用戶不滿，並拒絕將論壇升級到6.1.0，更有用戶「跳槽」至主要對手PHPWind或phpBB。针对用户不满，FreeDiscuz!利用自身优势，开发自捆绑UCenter的Discuz! 6.1.0F，给用户更多选择，挽回一部分失望的用户。延后版本中，提供自动带有UCenter的Discuz!版本，许多用户便不再有“被强行捆绑”的感觉，但其实UCenter已随Discuz!安装。

## 佚事
Discuz!的第一位商業用戶是“香港警察俱樂部”（Discuz!亦為其量身訂造了特有的程式），當時候Discuz!的作者戴志康還在讀大學，在瀋陽的大學宿舍居住，香港警察俱樂部的網主每次打電話找他都要經過大學的總機轉接他來聽電話，那時候他連手機都還沒有，可是今天他已經成為百萬美元註冊的集團董事了，香港警察俱樂部亦順理成章成了他第一個商業客戶，後來他的同事還跟香港警察俱樂部的網主說，正因為當初香港警察俱樂部向他購買了他寫的這款程式，所以堅定了他們後來的創業道路，他笑著說：「你（香港警察俱樂部的網主）的一個不經意的決定，改變了另一個人的命運！」